# Площад „Вандом“
„Площад „Вандом“ (на френски: Place Vendôme) е френски криминален филм от 1998 година на режисьорката Никол Гарсия по неин сценарий в съавторство с Жак Фиесши.
В центъра на сюжета е алкохоличка, която се опитва да поеме намиращия се пред банкрут престижен бижутерски магазин на своя извършил самоубийство съпруг. Тя се опитва да продаде наследени диаманти с неясен произход, но се сблъсква с техните собственици и с известен измамник, с когото я свързват лични отношения от далечното минало. Главните роли се изпълняват от Катрин Деньов, Жан-Пиер Бакри, Жак Дютрон, Еманюел Сене.
„Площад „Вандом“ е номиниран за 12 награди „Сезар“, а за участието си в него Катрин Деньов получава наградата за женска роля на Венецианския филмов фестивал.